# Flitterwochen in der Hölle
Flitterwochen in der Hölle ist ein deutsches Spielfilmdrama aus dem Jahre 1960. Unter der Regie von Johannes Kai spielen Christiane Nielsen als verführerische Sirene und Jan Hendriks als Verbrecher in den Hauptrollen.

## Handlung
An Bord einer Super Constellation auf dem Flug von Mexiko nach Caracas befinden sich die unterschiedlichsten Passagiere, darunter auch der Schwerverbrecher Mario Bertelli, der in ein venezolanisches Zuchthaus überstellt werden soll und dort (vermutlich) auf seine Hinrichtung wartet. Glück im Unglück (für Bertelli): Auf dem unruhigen Flug gerät die Maschine ins Trudeln und legt inmitten einer fernab von allem gelegenen Tropeninsel eine 1 A-Bruchlandung hin. Dabei kommen der Flugkapitän und einige Passagiere, darunter der Industrielle Bert Frank, deutlich älterer Ehemann seiner mitreisenden Gattin Ellen, ums Leben. Nachdem man sich auf dem einsamen Eiland mit den geretteten Lebensmittelvorräten eingerichtet hat, zeigt Bertelli, der (für ihn) glücklicherweise seinen Bewacher ebenfalls losgeworden ist, wer der Herr im Paradies ist.
Er kommandiert die Überlebenden herum und beginnt, mit dem Revolver seines toten Begleitpolizisten in der Hand, rasch eine Terrorherrschaft zu errichten. Mit der verführerischen, blonden Sirene Martine Duval, einer ebenso lasziven wie vollbusigen Tänzerin, beginnt er bald ein leidenschaftliches Techtelmechtel. Martines Kofferradio hat den Crash überstanden, doch besitzt ihr Insellover keinerlei Interesse, mit dem Gerät nach Hilfe zu funken. Stattdessen beginnt Bertelli mit seiner Schusswaffe die Schar der Überlebenden zu dezimieren. Doch Martine erweist sich bald als würdige Gegenspielerin. Was niemand weiß: Mit dem Anwalt Henry Boone hat noch ein weiterer Passagier überlebt, der reichlich skrupellos ist, denn der hat einen Mord auf dem Gewissen. Und dieser Mann steht Bertelli in Sachen Entschlossenheit und Härte in nichts nach. Am Ende nimmt die Polizei den von Bertelli entlarvten Boone in Gewahrsam.

## Produktionsnotizen
Flitterwochen in der Hölle entstand Mitte 1960 in Jugoslawien, passierte die FSK-Prüfung am 8. September 1960 und wurde einen Tag darauf in München uraufgeführt.
Ludwig Spitaler hatte die Produktionsleitung. Nebendarstellerin Dorothee Parker war Produzent Hartwigs Lebensgefährtin bzw. Ehefrau.

## Kritiken
„Alles in allem: Kintopp.“

Paimann’s Filmlisten fand, dass der Film eine „nach besseren amerik. Vorbildern zusammengeleimte Handlung mit oberflächlich verkörperten Figuren“ besitze.
Im Lexikon des Internationalen Films heißt es: „Primitiver Abenteuerfilm, unlogisch und brutal, spekulativ und durchtränkt mit pseudoreligiösen Weisheiten.“